# Ayutthaya United
Ayutthaya United (en tailandés: อยุธยา ยูไนเต็ด) es un equipo de fútbol de Tailandia que juega en la Thai League 1, la segunda categoría nacional.

## Historia
Fue fundado en el año 2007 en el distrito de Sena de la provincia de Phra Nakhon Si Ayutthaya con el nombre Sena Municipality como un equipo aficionado. En 2008 juega por primera vez en la Copa Kor Royal donde pierde en la tercera ronda ante el Assumption Sriracha School por 2-3, misma instancia a la que llega al año siguiente siendo eliminado por el Hua-Hin Municipality FC por 0-1.
En 2014 es eliminado en la tercera ronda de la Copa Kor Royal por el Institute of Physical Education Bangkok por 1-2. Al año siguiente alcanza las semifinales y con ello el ascenso a las ligas regionales.
En 2015 cambia su nombre por el que tiene actualmente luego de que se refundara en una corporación. En diciembre de 2016 el club absorbe al Ayutthaya Warrior.

## Estadísticas

### Club
- Primer partido oficial 
  - 1–1 v Visuttharangsi Alumni Association, Febrero 2008: Copa Kor Royal 2007–2008
- Primer partido por torneo de liga
  - 1-0 v Nakhon Sawan FC, 19-3-2016. (Nakhon Sawan Province Stadium)
- Primer partido por torneo nacional de copa
  - 0–4 v PTT Rayong FC, 18-5-2016. (PTT Stadium, provincia de Rayong)
- Primer partido por la copa de la liga
  - 2–1 v Saraburi TRU FC, 23-3-2016. (Senabordee Stadium, Ayutthaya)
- Mayor victoria
  - 9–0 v Pumin Witthaya School, 9-1-2009 en la Copa Kor Royal 2008–2009, BG Stadium
- Peor derrota
  - 0–6 v Police Tero F.C. (23-2-2019 en la liga 2 de TailandiaThai League 2)
- Mayor victoria de local en liga
  - 4–0 v Ayutthaya F.C. (1-4-2018 en la Thai League 3)
  - 4–0 v Muangkan United F.C. (5-8-2018 en la Thai League 3)
  - 4–0 v Navy F.C. (13-10-2021 en la Thai League 2)
- Mayor victoria de visita en liga
  - 1–5 v Singburi Bangrajan F.C. (25-2-2017 en la Thai League 3)
  - 0–4 v Ubon Ratchathani F.C. (17-3-2017 en la Thai League 3)

### Individual
- Más goles en una temporada
  - 21, Nascimento dos Santos Neto Osvaldo (20 en liga, 1 en copa de la liga)
- Goleador en liga
  - 20, Nascimento dos Santos Neto Osvaldo
  - 20, Yoo Byung-soo
- Más goles en una temporada de liga
  - 20, Yoo Byung-soo (2020-21)
- Primer gol en liga
  - Rungroj Sawangsri, el 19 de marzo de 2016 en la victoria de visita por 1-0 en el Nakhon Sawan Province Stadium en la Regional League Division 2 2016
- Primer extranjero en anotar en un partido de liga
  - Lee Tae Sung (Corea del Sur), el 28 de mayo de 2016 en la victoria de visita por 2-1 en el Chaiyaphum Province Stadium (v Mashare Chaiyaphum FC)
- Más partidos con el club
  - Sittichai Trisilp – 77
- Jugador más viejo en jugar con el club
  - Cho Sung-hwan – 38 años, 356 días (31-3-2021 vs. Rajnavy, Thai League 2)
- Jugador más joven en jugar con el club
  - Pakapol Boonchuay – 17 años, 191 días (27-2-2021 vs. Thai Union Sumut Sakhon, Thai League 2)
- Jugador más viejo en anotar un gol
  - Datsakorn Thonglao – 37 año, 91 días (31-3-2021 vs. Rajnavy, Thai League 2)
- Jugador más joven en anotar un gol
  - Jirawat Thongsaengphrao – 18 años, 331 días (25-2-2017 vs. Singburi Bangrajun FC, Thai League 2)